# Thore Ehrling
Thore Olof Gottfrid Ehrling (* 29. Dezember 1912 in Stockholm; † 21. Oktober 1994 in Lidingö) war ein schwedischer Jazztrompeter, Komponist, Arrangeur und Bandleader sowie Musikverlagsleiter. Ehrling selbst gilt als hervorragender Trompeter und Jazz-Solist; insbesondere in den 1930er Jahren spielte er auch Jazzaufnahmen ein.

## Leben und Wirken
Ehrling formierte schon in seiner Schulzeit eine Jazzband. Von 1931 bis 1935 studierte er am Stockholmer Kungliga Musikkonservatorium und war parallel bis 1934 Mitglied der Band des Tenorsaxophonisten Frank Vernon. Er arbeitete danach von 1935 bis 1938 in den Bands von Håkan von Eichwald und Charles Redland. 1936 war er Sideman bei einer Plattensession von Benny Carter, als dieser am 12. September 1936 mit der schwedischen Sonora Swing Band für das Label Sonora den Titel „Some of These Days“ und auch einige von Ehrlings Kompositionen und Arrangements mit Arne Hülphers einspielte.
1938 bildete Ehrling ein eigenes Septett, die er bis 1940 zu einer Big Band erweiterte und die bis 1956 bestand. Ehrlings Orchester gilt als die bekannteste und beständigste der schwedischen Big Bands der 1940er und 1950er Jahre. Obwohl es hauptsächlich Unterhaltungsmusik spielte, wirkten über die Jahre viele der besten schwedischen Jazzmusiker in der Formation mit. Seine Gruppe fungierte von 1943 bis in die 1950er Jahre auch als das Tanzorchester des schwedischen Rundfunks, das im damals einzigen schwedischen Radiosender häufig zu hören war. Von 1959 bis 1960 war er Dirigent des Melodifestivalen im schwedischen Fernsehen.
Ehrling nahm im Zeitraum von 1932 bis 1972 über 1000 Schallplatten-Einspielungen auf und arbeitete als Komponist von Filmmusiken. Bekannte Titel waren En månskenspromenad, Regntunga skyar und Ole dole doff. Im Jahr 1941 gründete er den Musikverlag Ehrling & Löfvenholm (seit 1952 als Thore Ehrling Musik AB, ab 1959 Ehrlingförlagen).

## Diskographie
- Jazz Highlights (Dragon Records, 1939–55)
- Swedish Swing (Anda, 1945–47)

### Filmmusik
- 1952 – Klasskamrater
- 1946 – Djurgårdskvällar
- 1943 – Örlogsmän
- 1942 – En sjöman i frack
- 1941 – Spökreportern
- 1941 – Fröken Kyrkråtta
- 1941 – Hem från Babylon
- 1940 – Familjen Björck

## Lexikalischer Eintrag
- Erik Kjellberg/Lars Westin Ehrling, Thore. In: New Grove Dictionary of Jazz 2002 (Oxford Music Online)